# Szudzsúd
A szudzsúd vagy szadzsda (leborulás) a muszlimok napi imáinak (szalát) alapvető része.
Egy előírt testhelyzetben kell végezni. A szudzsúd közben a homloknak, az orrnak, a kezeknek, a térdeknek és a lábujjaknak is érintkezniük kell az imaszőnyeggel (szaddzsáda), vagy szőnyeg hiányában a földdel.
Ezt a testhelyzetet a napi ötszöri ima közben többször is, az előírt részeknél fel kell venni. Egy-egy imaegységen (rakaa) belül a szadzsda a rukú (meghajlott) pozíciót követi és az ülő pozícióban mondott tasahhud szöveget, vagy a taszlím nevű üdvözlést előzi meg.